# アルメリア空港

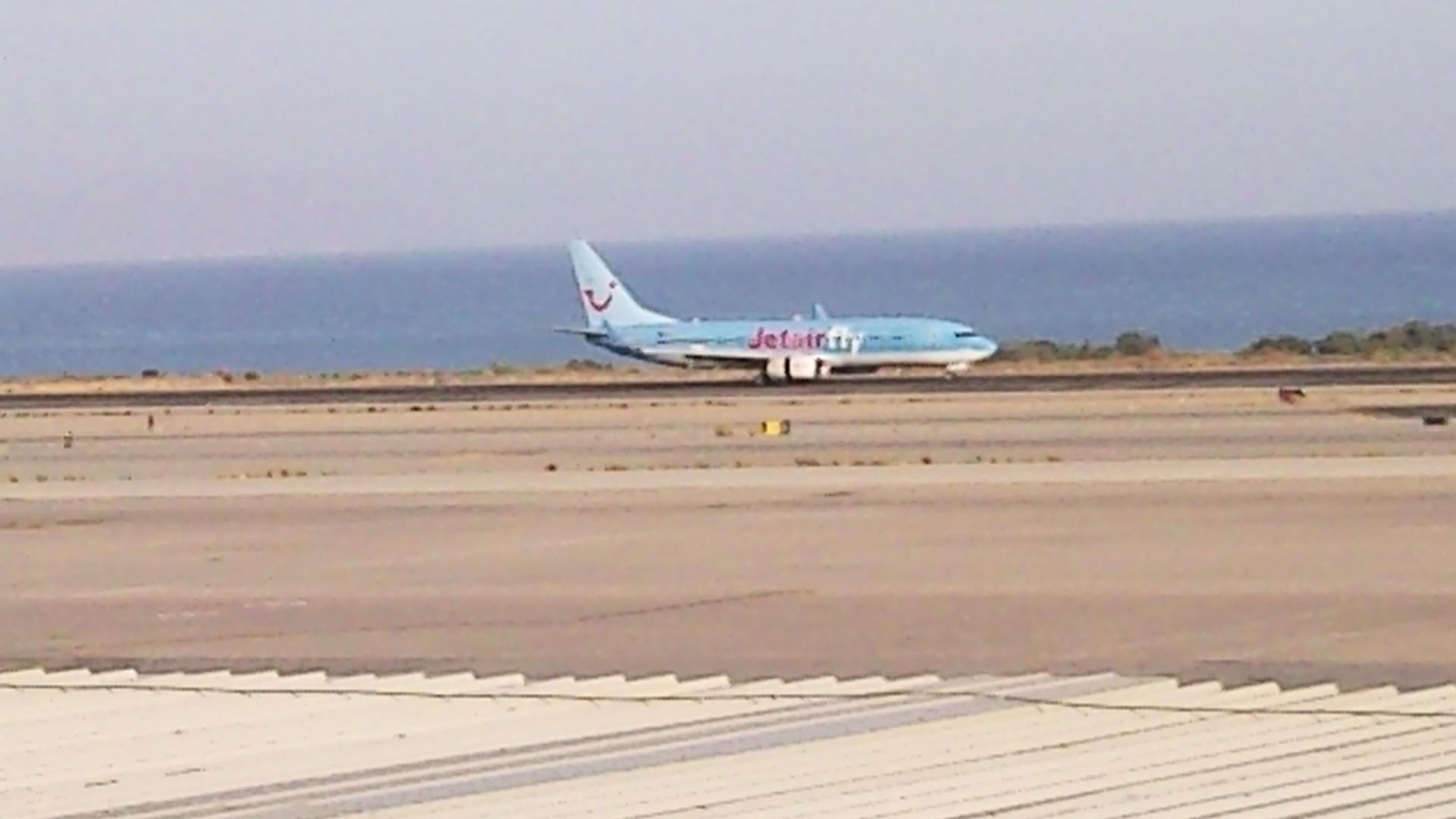
ジェットエアフライのBoeing 737-800

アルメリア空港(スペイン語: Aeropuerto de Almería , (IATA: LEI, ICAO: LEAM))は、スペイン・アンダルシア州・アルメリア県にある空港。アルメリア市街地の東9kmの位置にある。滑走路を一望できるテラスを併設しており、A7号線（地中海道路）や路線バス、タクシーでアクセスすることができる。3,200mの滑走路1本を有している。

## 就航会社と就航地
| 航空会社                                            | 就航地                                                                                         |
| --------------------------------------------------- | ---------------------------------------------------------------------------------------------- |
| イージージェット                                    | ロンドン＝ガトウィック                                                                         |
| イベリア航空 エア・ノストラムによる運航             | マドリード＝バラハス, メリリャ, セビリア                                                       |
| ジェットエアフライ                                  | ブリュッセル                                                                                   |
| ルクスエアー                                        | 季節運航: ルクセンブルク                                                                       |
| モナーク・エアラインズ                              | 季節運航: バーミンガム, マンチェスター                                                         |
| ライアンエアー                                      | 季節運航: シャルルロワ, ダブリン, イースト・ミッドランド, ロンドン＝スタンステッド, ヴェーツェ |
| スマートウィングス トラベル・サービス航空による運航 | 季節運航: プラハ                                                                               |
| トーマス・クック航空                                | 季節運航: バーミンガム, ロンドン＝ガトウィック, マンチェスター                                 |
| TUIエアウェイズ                                     | バーミンガム（2014年5月4日就航）, マンチェスター                                               |
| トランサヴィア航空                                  | 季節運航: アムステルダム                                                                       |
| ブエリング航空                                      | バルセロナ＝エル・プラット                                                                     |